# Samuel Östman
Samuel Östman, född 7 augusti 1982 i Sala, är en svensk musiker som skriver och framför sina låtar på svenska. Musiken tillhör genren pop eller vispop, och Östman har  Lars Winnerbäck som största inspirationskälla.

## Biografi

### Förlorade drömmar
I början av 2007 startade arbetet med EP:n "Förlorade drömmar" hos SGV Recording. Fredrik Grenblad medverkade med inspelning, mixning och mastring. Han spelade även flera instrument på skivan.
Den första låten som spelades in var "Får väl gå ändå", då det var Östmans första låt och den  var mest den mest efterfrågade vid livespelningar.
Det blev sex låtar totalt, där alla låtar har en egen historia men sångena anknyter ofta till varandra. Även om låtarna inte handlar om någon speciell person, så har det alltid funnits någon som inspirerat till musiken.
Skivan har spelats i radio flera gånger. Låten "Vårens första strålar" kom med i uttagningen till Svensktoppen nästa 2008, men gick dock inte vidare. Östman uppträdde på Salafestivalen 2007.

### Utan dig
I början på 2009 började arbetet med en uppföljare, återigen i samarbete med Fredrik Grenblad på SGV Recording. För att få hjälp med inspiration till skivan så reste Östman till Gambia i en vecka. Den första låten heter "Utan dig", vilket också blev EP:ns titel. 
P4 Västmanland spelade de nya låtarna i programmet Dagen demo.
Sedan 2009 distribueras låtarna genom Record union på internet. Låtarna finns på Spotify, Itunes och andra stora On demand-sajter.

## Diskografi
- EP
  - Förlorade drömmar (2007)
  - Utan dig (2010)

- Singlar
  - Utan dig (2009)
  - Du förtjänar nånting bättre (2009)